# Departamentos de Costa de Marfil
Desde el año 2021, Costa de Marfil se divide en 31 regiones, las cuales a su vez están divididas en 111 departamentos:
1. Abengourou
2. Abiyán
3. Aboisso
4. Adiaké
5. Adzopé
6. Agboville
7. Agnibilékrou
8. Akoupé
9. Alépé
10. Arrah
11. Attiégouakro
12. Bangolo
13. Béoumi
14. Bettié
15. Biankouma
16. Bloléquin
17. Bocanda
18. Bondoukou
19. Bongouanou
20. Botro
21. Bouaflé
22. Bouaké
23. Bouna
24. Boundiali
25. Buyo
26. Dabakala
27. Dabou
28. Daloa
29. Danané
30. Daoukro
31. Dianra
32. Didiévi
33. Dikodougou
34. Dimbokro
35. Divo
36. Djékanou
37. Doropo
38. Duékoué
39. Facobly
40. Ferkessédougou
41. Fresco
42. Gagnoa
43. Gbéléban
44. Grand-Bassam
45. Grand-Lahou
46. Guéyo
47. Guiglo
48. Guitry
49. Issia
50. Jacqueville
51. Kani
52. Kaniasso
53. Katiola
54. Kong
55. Korhogo
56. Koro
57. Kouassi-Kouassikro
58. Kouibly
59. Koun-Fao
60. Kounahiri
61. Kouto
62. Lakota
63. Madinani
64. Man
65. Mankono
66. M'Bahiakro
67. M'Batto
68. M'Bengué
69. Méagui
70. Minignan
71. Nassian
72. Niakaramandougou
73. Odienné
74. Ouangolodougou
75. Ouaninou
76. Oumé
77. Prikro
78. Sakassou
79. Samatiguila
80. San-Pédro
81. Sandégué
82. Sassandra
83. Séguéla
84. Séguélon
85. Sikensi
86. Sinématiali
87. Sinfra
88. Sipilou
89. Soubré
90. Taabo
91. Tabou
92. Taï
93. Tanda
94. Téhini
95. Tengréla
96. Tiapoum
97. Tiassalé
98. Tiébissou
99. Touba
100. Toulépleu
101. Toumodi
102. Transua
103. Vavoua
104. Yakassé-Attobrou
105. Yamusukro
106. Zouan-Hounien
107. Zoukougbeu
108. Zuénoula
109. Ouellé
110. Bonon
111. Gohitafla

- Datos: Q617807